# Violeta Janeiro Alfageme

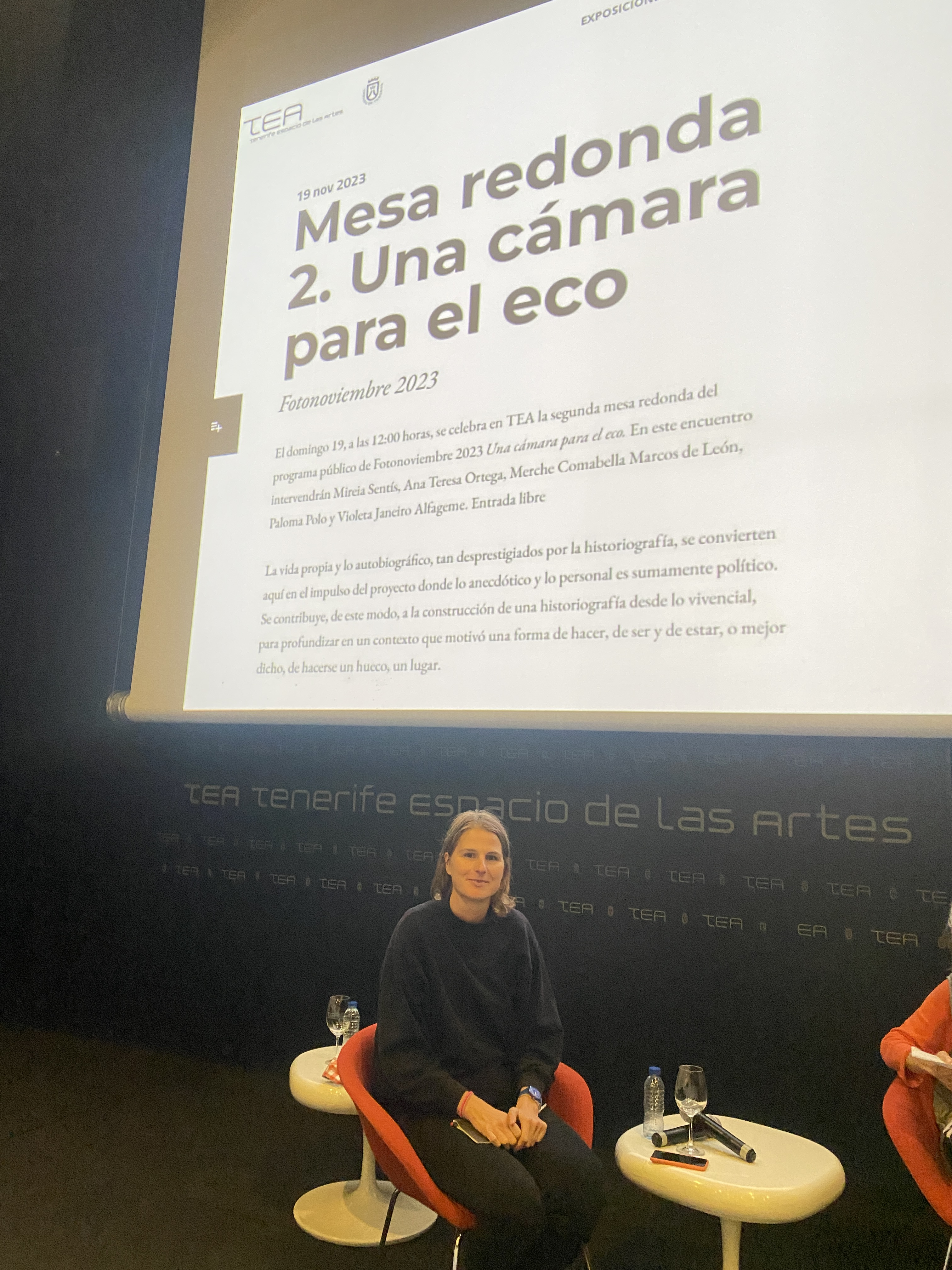
En el TEA de Tenerife en la exposición ¿Cuánto dura un eco? (2023)

Violeta Janeiro Alfageme (Vigo, Pontevedra, 8 de octubre de 1982) es una gestora cultural española, doctora en Historia del Arte por la Universidad de Santiago de Compostela. Su trabajo se centra en la memoria de los movimientos de mujeres en resistencia a la dictadura española y en prácticas artísticas colaborativas, comunitarias y procesuales con repercusión en la esfera pública. 

## Formación
Licenciada en Historia del arte con especialidad en Arte contemporáneo por la Universidad de Santiago de Compostela. Posteriormente realizó un Master en el Kingston University, en el Reino Unido, en 2007. Presentó su tesis doctoral en la Universidad de Santiago de Compostela, titulada Prácticas colaborativas en arte en España durante la década de los noventa: Agustín Parejo School, Preiswert Arbeitskollegen (Sociedad de Trabajo no Alienado), Estrujenbank y La Fiambrera Obrera.

## Trayectoria profesional
Ha co-comisariado exposiciones en el CA2M en Madrid; MUAC en La Ciudad de México; MARCO en Vigo;  Le19 CRAC en Montbaliard (Francia), y comisariado proyectos en Kubus, Hannover y Matadero, Madrid, entre otros.
Entre 2023 y 2024 dirigió la XVII Bienal Internacional de Fotografía Fotonoviembre (Tenerife).
En el 2024 comisarió la exposición antológica Marisa González. Un modo de hacer generativo en el Museo Nacional Centro de Arte Reina Sofía.
Su exposición ¿Cómo continuar? (Lima, 2021) fue premiada por la Asociación de Curadores del Perú.
Colabora habitualmente con instituciones de Europa y América Latina, y desde el 2021 desarrolla el proyecto Interferencias, una memoria que sigue viva pero no lo sabíamos, centrado en la memoria oral de mujeres artistas nacidas en los años 30 y 40 en España. Esta línea de trabajo refleja su compromiso con la recuperación de memorias históricas y su articulación con prácticas artísticas contemporáneas.

## Publicaciones
Editora y coautora:
La Cámara del Eco. Madrid: Comunidad de Madrid, 2022. Catálogo de la 33ª edición de Circuitos de Artes Plásticas, comisariado por Violeta Janeiro. Incluye obras de ACCA Carmo Azeredo y André Covas, Ciprian Burete, Marta Galindo, José Ramón Hernández, Andrés Izquierdo, Esther Merinero, Maya Pita-Romero, Gema Polanco y Felipe Romero Beltrán.
¿Cuánto dura un eco?. Santa Cruz de Tenerife: TEA Tenerife Espacio de las Artes, 2023. Catálogo de la exposición de la XVII Bienal Internacional de Fotografía Fotonoviembre 2023, comisariada por Violeta Janeiro. Incluye obras de artistas como Pilar Aymerich, Cabello/Carceller, Helena Lumbreras, Colita, Teresa Correa, Marisa González, entre otras.        
Tembló acá un delirio. Gallardo, Ana. Móstoles: Centro de Arte Dos de Mayo (CA2M), 2024 Editado por Violeta Janeiro y Alfredo Aracil. Textos de Tania Pardo, Sayak Valencia, María Us, Verónica Gago, Silvia Schwarzböck, Kekena Corvalán, Manuel Olvera, Ana Gallardo, Alfredo Aracil y Violeta Janeiro. Coeditado con el CA2M. ISBN: 978-84-451-4128-1.
Un modo de hacer generativo. González, Marisa. Arteciencia generativa. Madrid: Museo Nacional Centro de Arte Reina Sofía, 2025. Catálogo de la exposición homónima comisariada por Violeta Janeiro, celebrada del 21 de mayo al 22 de septiembre de 2025.
Autora:
 ¿Cómo continuar?, Terremoto Magazine, 2020.
 ¿Cantas maneiras hai de poñer o corpo a pensar? e cantos paxaros haberá, sobre María Xosé Díaz.•       
Ana Gallardo, Parque de la Memoria (Buenos Aires), 2022.
 Preservation Paradox, Matadero Madrid, 2023. [Enlace]
Los límites entre lo físico y lo conceptual en arte, en Mónica Alonso, Museo de Pontevedra, 2025.